# Emőke Szőcs
Emőke Szőcs est une biathlète et fondeuse hongroise, précédemment roumaine, née le 20 octobre 1985 à Miercurea-Ciuc.

## Biographie
Elle est née en Roumanie, mais elle fait partie de l'ethnie hongroise.
Elle entre dans l'équipe nationale roumaine en 2002.
Formée au club de sa ville natale Miercurea-Ciuc, elle fait ses débuts en Coupe du monde en 2006.
En novembre 2011, elle commence à courir sous les couleurs de la Hongrie, après avoir échoué à être sélectionnée pour les Jeux olympiques d'hiver de 2010. Dans la Coupe du monde de biathlon, elle obtient son meilleur résultat en 2013 à Sotchi, prenant la 47e place du sprint.
Aux Jeux olympiques d'hiver de 2014, elle accomplit son rêve de participer à l'événement planétaire et se classe 67e sur le sprint et 69e sur l'individuel. Szőcs compte également cinq sélections pour les Championnats du monde de biathlon entre 2012 et 2017, affichant comme meilleur résultat une 63e place au sprint en 2015 à Kontiolahti. 
Elle est aussi active internationalement en ski de fond, prenant part aux Championnats du monde 2013, 2015 et 2017. En 2018, elle participe aux Jeux olympiques de Pyeongchang en ski de fond, n'ayant pu se qualifier en biathlon, faute de quota. Elle s'y classe 77e du dix kilomètres libre. Il s'agit de sa dernière compétition majeure dans le ski nordique.

## Palmarès

### Biathlon

#### Jeux olympiques d'hiver
| Épreuve / Édition           | Individuel | Sprint | Poursuite | Départ en masse | Relais | Relais mixte |
| Jeux olympiques 2014 Sotchi | 69e        | 67e    | —         | —               | —      | —            |

Légende :
- - : Non disputée par la biathlète

#### Championnats du monde
| Épreuve / Édition         | Individuel | Sprint | Poursuite | Mass start | Relais | Relais mixte |
| Mondiaux 2012 Ruhpolding  | 100e       | 71e    | -         | -          | -      | -            |
| Mondiaux 2013 Nové Město  | 92e        | 82e    | -         | -          | —      | -            |
| Mondiaux 2015 Kontiolahti | 91e        | 63e    | —         | —          | —      | —            |
| Mondiaux 2016 Oslo        | 87e        | 70e    | —         | —          | —      | —            |
| Mondiaux 2017 Hochfilzen  | 98e        | 99e    | —         | —          | —      | —            |

Légende :
- — : non disputée par la biathlète

### Ski de fond

#### Jeux olympiques
| Épreuve / Édition   | Sprint                           | Sprint    | 10 km | 10 km                            | Skiathlon 2 × 7,5 km | 30 km | Relais | Relais   |
| Épreuve / Édition   | libre                            | classique | libre | classique                        | Skiathlon 2 × 7,5 km | 30 km | Sprint | 4 × 5 km |
| JO 2018 Pyeongchang | Épreuve inexistante à cette date | -         | 77e   | Épreuve inexistante à cette date | —                    | —     | -      | -        |

Légende :
- : pas d'épreuve
- — : Non disputée par Szőcs

#### Championnats du monde
| Épreuve / Édition           | Sprint                           | Sprint                           | 10 km                            | 10 km                            | Skiathlon 2 × 7,5 km | 30 km | Relais | Relais   |
| Épreuve / Édition           | libre                            | classique                        | libre                            | classique                        | Skiathlon 2 × 7,5 km | 30 km | Sprint | 4 × 5 km |
| Mondiaux 2013 Val di Fiemme | Épreuve inexistante à cette date | 78e                              | 69e                              | Épreuve inexistante à cette date | —                    | —     | 23e    | —        |
| Mondiaux 2015 Falun         | Épreuve inexistante à cette date | —                                | 61e                              | Épreuve inexistante à cette date | —                    | —     | 19e    | —        |
| Mondiaux 2017 Lahti         | 53e                              | Épreuve inexistante à cette date | Épreuve inexistante à cette date | —                                | —                    | —     | —      | —        |